# كيميتية

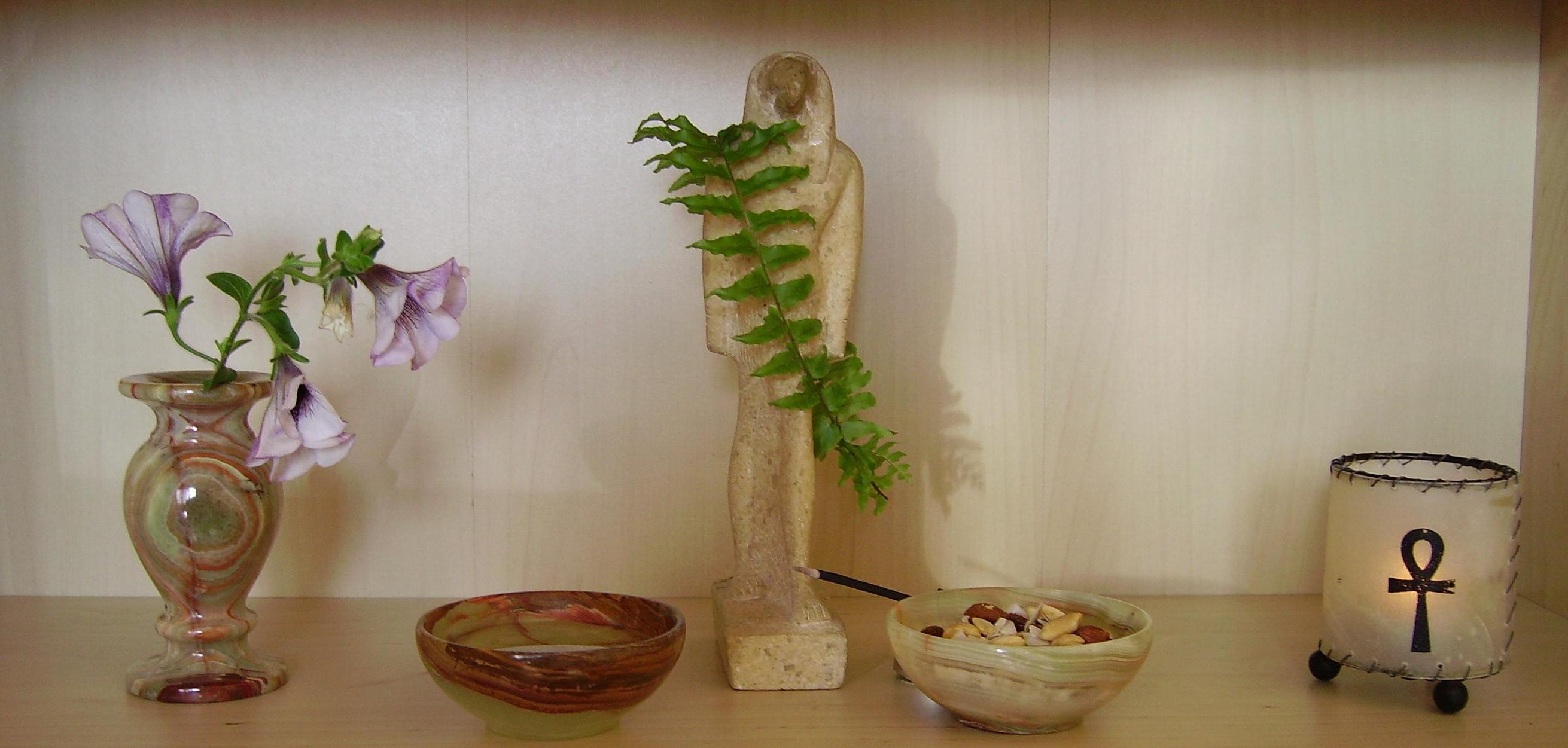
مذبح خاص لأحد أتباع الديانة الكيميتية في جمهورية التشيك، يتصدره تمثال للإله المصري القديم تحوت.

الكيميتية (بالإنجليزية: Kemetism أو Kemeticism) أو الوثنية المصرية الجديدة (بالإنجليزية: Egyptian Neopaganism) هو إحياء معاصر للديانة المصرية القديمة وما يتعلق بها من ممارسات دينية في التاريخ الكلاسيكي والمتأخر. ظهر هذا التوجه في أواخر سبعينيات القرن العشرين، واشتُق اسمه من كلمة "كيميت"، وهو اسم مصر في اللغة المصرية القديمة.

## الآلهة
يعبد الكيميتيون على عمومهم بضعة آلهة (ومنهم ماعت وباستيت وأنوبيس وتحوت، وغيرهم)، غير أنهم يعترفون بوجود جميع الآلهة. ويكون التعبُّد في الأغلب في صورة صلوات وإقامة مذابح (قد تحتوي على شموع أو قرابين أو تماثيل)، غير أنه ليس للكيميتية صفة موحدة للعبادة.